# وزارت امور اورشلیم و میراث اسرائیل
وزارت امور اورشلیم و میراث اسرائیل (انگلیسی: Ministry of Jerusalem Affairs and Heritage) یک سمت گاه‌به‌گاه در کابینه اسرائیل است. این سمت برای اولین بار در دولت اسحاق شامیر در ۲۷ نوامبر ۱۹۹۰ تأسیس شد و آوراهام وردیگر به عنوان معاون وزیر خدمت می‌کرد، اگرچه آونر شاکی از سال ۱۹۸۸ به عنوان وزیر بدون سمت مسئول امور اورشلیم خدمت کرده بود. با این حال، این سمت در ۳۱ دسامبر ۱۹۹۲ توسط نخست‌وزیر اسحاق رابین (که او نیز سمت وزیر را داشت) لغو شد.
این سمت در سال ۲۰۰۱ در دولت آریل شارون احیا شد. در سال ۲۰۰۵ این نقش به مسئولیت یک وزیر سیار بازگشت. بین سال‌های ۲۰۱۳ تا ۲۰۱۵، این سمت با سمت امور یهودیان خارج از کشور به عنوان وزیر اورشلیم و امور یهودیان خارج از کشور ترکیب شد.